# Basa jezici
Basa jezici, podskupina od (4) zapadnokainjskih jezika iz Nigerije. 
Predstavnici su: basa ili rubasa [bzw], 100.000 (1973 SIL); basa-gumna [bsl] † (nestao do 1987.; danas govore hausa), basa-gurmana [buj], 2.000 (Blench 1987); bassa-kontagora [bsr], gotovo izumro; 10 (1987), etničkih: 30.000.

## Vanjske poveznice
- Ethnologue (14th)
- Ethnologue (15th)